# Ruta 5 (Uruguai)
A Ruta 5 (também designada como Brigadier General Fructuoso Rivera) é uma rodovia do Uruguai que liga a Montevidéu a Rivera, passando também pelos departamentos de Canelones, Florida, Durazno e Tacuarembó. Foi nomeada pela lei 14361, de 17 de abril de 1975, em homenagem a Fructuoso Rivera, primeiro presidente do país. Assim como outras estradas importantes do país, sua quilometragem começa a contar a partir da Praça de Cagancha . Ao chegar na fronteira com o Brasil, em Santana do Livramento, se conecta com a BR-158. 